# Сценарий (психология)
Сценарий в психологии — жизненный план человека, созданный им ещё в детстве, под значительным влиянием родителей или близких людей.

## Сценарий в трансакционном анализе
Одним из наиболее известных приверженцев теории сценариев был психолог и психиатр, создатель трансакционного анализа, Эрик Леннард Берн (1910—1970). Он изложил свои наблюдения и выводы по этому вопросу в своей книге «What Do You Say After You Say Hello?» («Что вы говорите после того, как сказали здравствуйте?»). В русскоязычном пространстве эта книга больше известна под названием «Люди, которые играют в игры», так как в большинстве случаев издавалась именно под ним.

### Список основных сценариев

#### «Пока не»
Есть огромное количество разнообразных вариантов этого сценария, но, в общем, их сценарные директивы сводятся к мысли о том, что ничто хорошее не случится, пока что-то менее хорошее не закончится. Например: «Когда я выйду на пенсию, то смогу путешествовать», «В другой жизни мне воздастся по заслугам» и прочее.

#### «После»
Сценарий «после» в каком-то смысле представляет собой сценарий «Пока не» наоборот. То есть, после чего-то хорошего должно обязательно приключиться что-нибудь плохое. Оно послужит своеобразной расплатой. Например: «Я могу радоваться сегодня, но завтра должен буду за это заплатить», «После женитьбы (или замужества) жизнь состоит только лишь из одних обязательств» и прочее.

#### «Никогда»
Директиву, лежащую в основании этого сценария, можно сформулировать так: «Я никогда не получу того, чего больше всего хочу».

#### «Всегда»
Данный сценарий порождает цепь событий, которая обычно именуется «полосой неудач» или «полосой невезения». Эрик Берн приводил по поводу этого сценария такой пример: человек, который застрял посреди шоссе, из-за того, что у него внезапно закончился бензин, за несколько дней до происшествия, сам не замечая того, начинает поглядывать на указатель.

#### «Почти»
При объяснении сути этого сценария можно вспомнить миф о Сизифе. Этот знаменитый герой древнегреческих мифов прогневал богов и был обречён вкатывать на гору огромный камень. Когда Сизиф почти достигал вершины, камень выскальзывал у него из рук и катился к подножию. Нечто похожее происходит и в жизни человека, обладающего этим сценарием: он пытается что-то сделать, но редко ему удаётся довести дела до конца.

## Антисценарии
Если идея сценариев существовала ещё до Эрика Берна, то предположение о существовании так называемых «антисценариев» было выдвинуто именно им. Итак, согласно Берну, антисценарий — противоположность сценарию. Иначе говоря, если человек действует вопреки своим сценарным директивам, то он живёт по антисценарию.

## Изменение сценария
При желании сценарий можно изменить, но сделать это непросто. По мнению Эрика Берна, помочь в этом могут «любовь, война и психотерапия». Чтобы изменить сценарий самостоятельно, необходимо:
- понять, в чём состоит ваш сценарий;
- научиться распознавать однозначные установки и изменить или избавиться от них;
- стараться избегать ситуаций, предварительно проанализировав повторяющиеся модели поведения, в которых вы неизбежно обречены на поражение;
- получить «разрешение» — отменить сценарий может авторитетный для вас человек[2].